# МультFильмы (альбом)
«МультFильмы» — дебютный альбом группы «МультFильмы», выпущенный 26 апреля 2000 года.
Запись альбома проходила с 1998 по 1999 год на студии «Мелодия». В записи альбома музыкантам помогали участник группы Tequilajazzz Евгений Фёдоров и ударник группы «Сплин» Сергей Наветный. К концу 1999 года Андрей Самсонов сформировал альбом (продюсирование, сведение, мастеринг).
В 2004 году было выпущено переиздание альбома, содержащее девять бонус-треков. В 2013 году издательством «Мирумир», альбом был переиздан на виниловой пластинке.

## Список композиций
Автор музыки и текстов — Егор Тимофеев, кроме отмеченных.
1. Чужие звёзды
2. До завтра
3. Тело
4. Ленинградское небо
5. Марочка (Е. Тимофеев — А. Кушнер)
6. Капитаны
7. Магнитофон / Ты и он
8. Чудеса
9. Лётчицкая
10. Рыжее солнце
11. Море
12. Магнитофон (radio edit)